# Craterul Kärdla
Craterul Kärdla este un crater de impact meteoritic lângă orașul Kärdla în Estonia.

## Date generale
Acesta este de 4 km în diametru și are vârsta estimată la aproximativ 455 milioane ani (Ordovicianul superior). Craterul nu este expus la suprafață.